# Championnat d'Afrique féminin de basket-ball 1981
Navigation
Somalie 1979 Angola 1983
Le Championnat d'Afrique féminin de basket-ball de la FIBA 1981 est le 7e championnat FIBA Afrique pour les femmes, placé sous l’égide de la FIBA, instance mondiale régissant le basket-ball. 
Le tournoi a été organisé par le Sénégal du 5 au 13 septembre 1981 à Dakar. Il a été remporté par le pays hôte qui bat le Zaïre en finale.

## Compétition

### Premier tour

#### Groupe A
| Groupe A |               |     |   |   |   |     |     |      |
|          | Équipe        | Pts | J | G | P | PP  | PC  | Diff |
| 1        | Sénégal       | 6   | 3 | 3 | 0 | 279 | 162 | +117 |
| 2        | Mali          | 5   | 3 | 2 | 1 | 203 | 208 | -5   |
| 3        | Côte d'Ivoire | 4   | 3 | 1 | 2 | 205 | 231 | −26  |
| 4        | Nigeria       | 3   | 3 | 0 | 3 | 162 | 248 | −86  |

#### Groupe B
| Groupe B |         |     |   |   |   |     |     |      |
|          | Équipe  | Pts | J | G | P | PP  | PC  | Diff |
| 1        | Zaïre   | 6   | 3 | 3 | 0 | 259 | 191 | +68  |
| 2        | Angola  | 5   | 3 | 2 | 1 | 244 | 166 | +78  |
| 3        | Tunisie | 4   | 3 | 1 | 2 | 157 | 227 | -70  |
| 4        | Algérie | 3   | 3 | 0 | 3 | 171 | 247 | -76  |

### Tour final
|  | Demi-finales | Demi-finales | Demi-finales | Demi-finales |                               |         | Finale       | Finale       | Finale       | Finale       |
|  |              |              |              |              |                               |         |              |              |              |              |
|  | 10 septembre | 10 septembre | 10 septembre | 10 septembre |                               |         | 12 septembre | 12 septembre | 12 septembre | 12 septembre |
|  | Sénégal      | Sénégal      | 88           | 88           |                               |         | 12 septembre | 12 septembre | 12 septembre | 12 septembre |
|  | Sénégal      | Sénégal      | 88           | 88           |                               |         | 12 septembre | 12 septembre | 12 septembre | 12 septembre |
|  | Angola       | Angola       | 39           | 39           |                               |         | 12 septembre | 12 septembre | 12 septembre | 12 septembre |
|  | Angola       | Angola       | 39           | 39           | Sénégal                       | Sénégal | 83           | 83           |              |              |
|  | 10 septembre |              |              |              | Sénégal                       | Sénégal | 83           | 83           |              |              |
|  |              |              | Zaïre        | Zaïre        | 76                            | 76      |              |              |              |              |
|  | Zaïre        | Zaïre        | Zaïre        | Zaïre        | 76                            | 76      | 76           | 76           |              |              |
|  | Zaïre        | Zaïre        |              |              |                               |         |              | 76           |              |              |
|  | Mali         | Mali         | 74           | 74           |                               |         |              |              |              |              |
|  | Mali         | Mali         | 74           | 74           | Match pour la troisième place |         |              |              |              |              |
|  |              |              |              |              |                               |         |              |              |              |              |
|  | 12 septembre |              |              |              |                               |         |              |              |              |              |
|  | Angola       | Angola       | 83           | 83           |                               |         |              |              |              |              |
|  | Angola       | Angola       | 83           | 83           |                               |         |              |              |              |              |
|  | Mali         | Mali         | 71           | 71           |                               |         |              |              |              |              |
|  | Mali         | Mali         | 71           | 71           |                               |         |              |              |              |              |

## Classement final
| Place                       | Équipes       | V-D |
| --------------------------- | ------------- | --- |
| Médaille d'or, Afrique      | Sénégal       | 5–0 |
| Médaille d'argent, Afrique  | Zaïre         | 4-1 |
| Médaille de bronze, Afrique | Angola        | 3-2 |
| 4                           | Mali          | 2-3 |
| 5                           | Côte d'Ivoire | 2-2 |
| 6                           | Tunisie       | 1-3 |
| 7                           | Nigeria       | 1-3 |
| 8                           | Algérie       | 0-4 |

## Effectifs
Les joueuses suivantes ont participé au Championnat d'Afrique :
- Sénégal : Khadia Diarisso, Coumba Dickel Diawara, Aminata Diagne, Ndeye Astou Sarr, Nafissatou Diagne, Fatou Kiné N'Diaye, Mama Diawara, Rokhaya Pouye, N'Deye Loum Diop, Maty Lopy, Marieme Ba, Mame Penda Diouf[1]
- Mali : Salimata Dembélé, Lafia Diarra, Djenebou Sanogo, Niagalé Diallo, Aïssata Kinto[2]
- Zaïre : Philomène Bompoko Lomboto[3].